# Fairgrove
Fairgrove est un village du comté de Tuscola, dans l'État du Michigan, aux États-Unis. En 2020, il comptait une population de 514 habitants.